# Weichser Moos

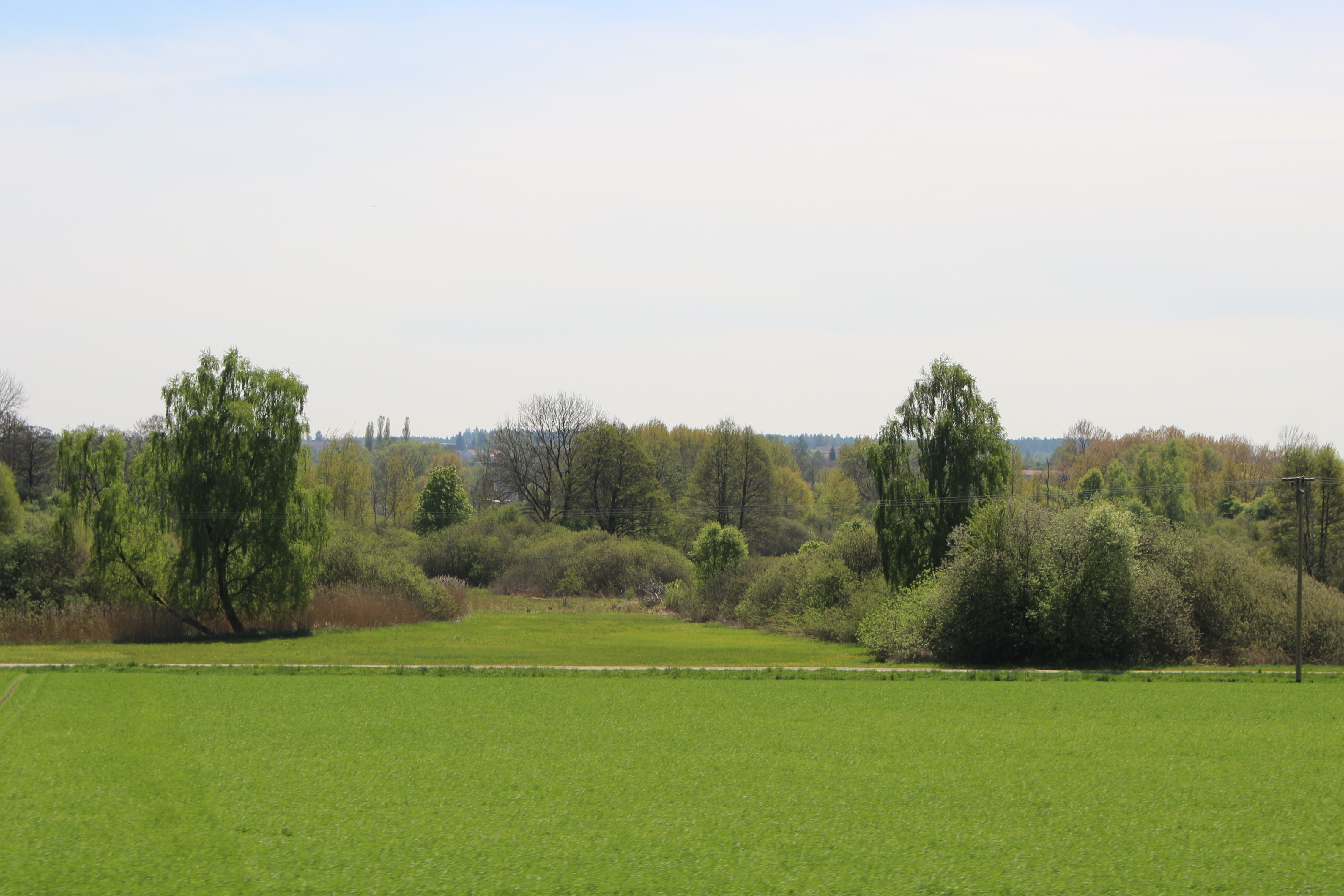
Weichser Moos, Blick von Norden

Das Weichser Moos bei Weichs ist ein Naturschutzgebiet im oberbayerischen Landkreis Dachau.

## Geografische Lage

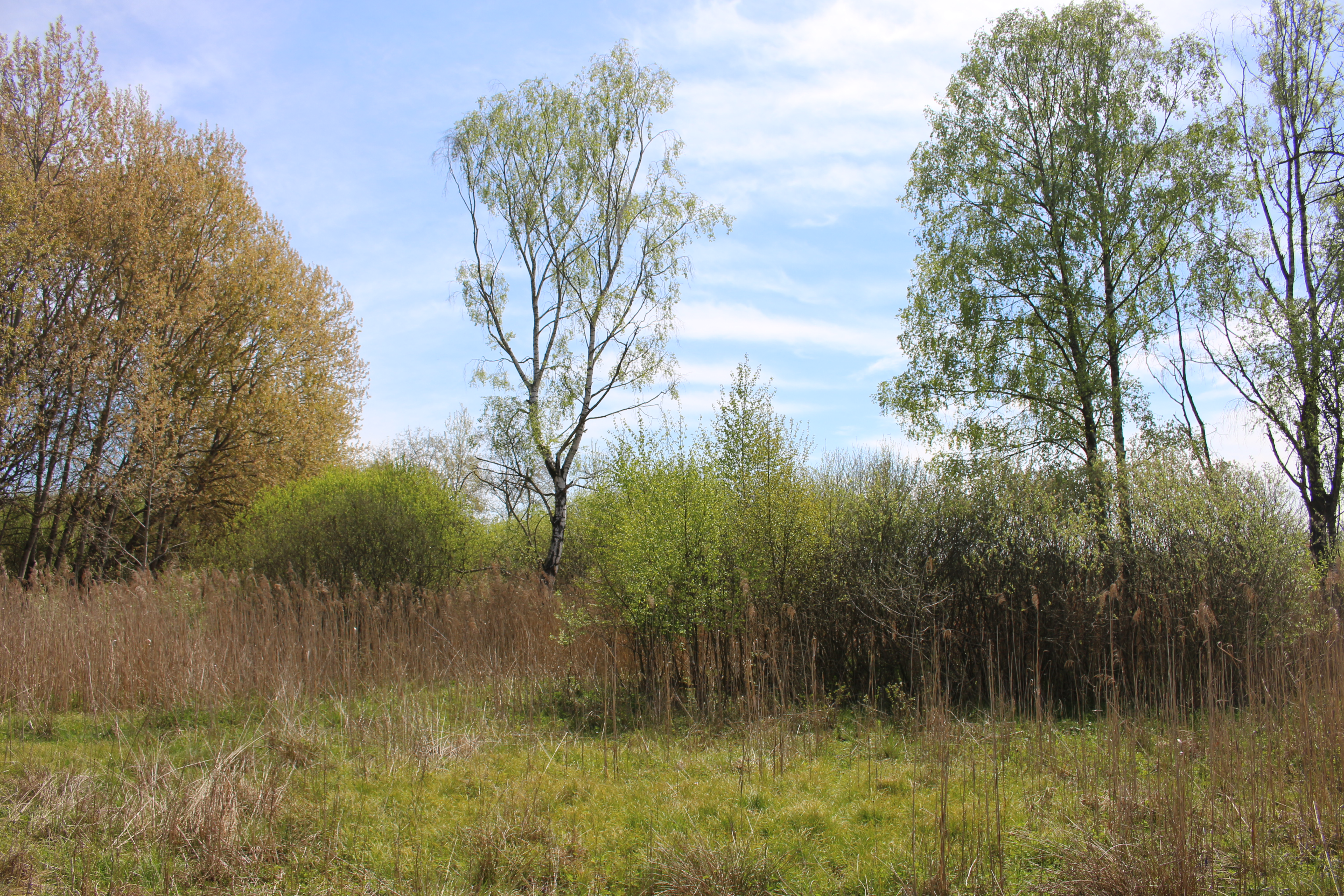
Moorbäume im Naturreservat Weichser Moos

Es liegt naturräumlich im Donau-Isar-Hügelland im Tal der Glonn auf einer Höhe von 461 m ü. NHN. Die nächstgelegenen Ortschaften sind nordwestlich Weichs und nordöstlich Ebersbach. Nördlich ist es begrenzt durch die Staatsstraße St 2054, südlich durch die Glonn.

## Beschreibung

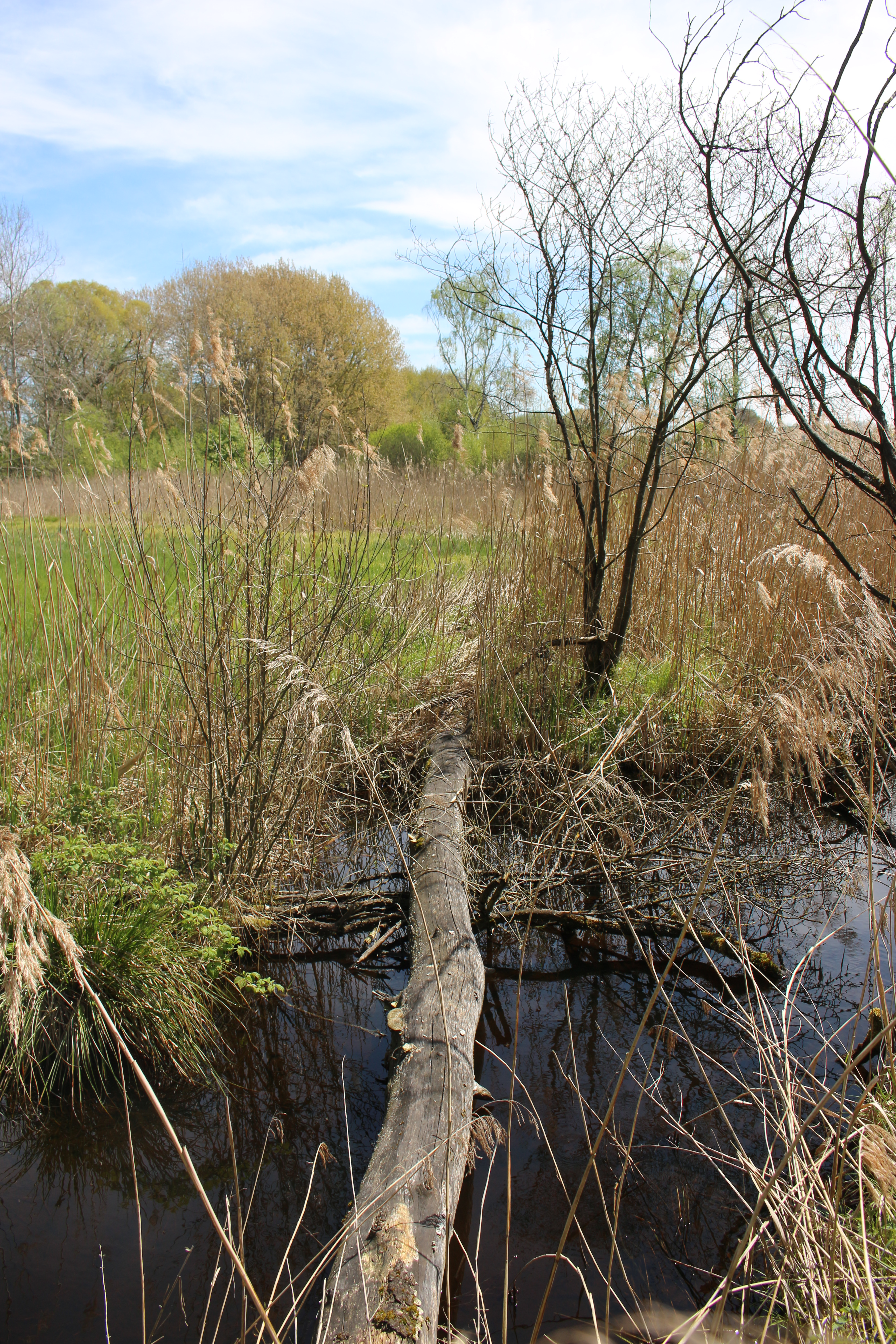
Erlenbruch im Weichser Moos

Es ist ein ausgedehntes Niedermoor oder auch Flachlandmoor, das im Gegensatz zum Hochmoor sein Wasser aus dem Boden speist. Man kann es als ein Feuchtbiotop mit stehendem Wasser auf durchnässten Wiesen betrachten. Nach der Schutzverordnung vom 2. Oktober 1998 der Regierung von Oberbayern wurde es zum Naturschutzgebiet erklärt, da es ein ausgewiesenes Niedermoor mit schützenswerten Tieren und Pflanzenarten darstellt.
Das Weichser Moos ist entgegen seinem Namen keine grüne Moosfläche, sondern ein flaches Moor mit einer Ausdehnung von 55,48 Hektar, das bis an die Oberfläche mit nährstoffreichem Grundwasser durchsetzt ist. Als Niedermoor bildet es sich in einer sog. Flussniederung entlang der nahen Glonn, die westlich von Odelzhausen entspringt und den Landkreis Dachau durchläuft, um im 15 km entfernten Allershausen in die Amper zu münden. Geographisch erstreckt es sich zwischen dem östlichen Ortsende vom Dorf Weichs, Lkr. Dachau und Ebersbach, begrenzt durch den Fluss Glonn auf der südlichen Seite.

## Flora und Fauna
Das Weichser Moos ist ein FFH (Fauna-Flora-Habitat), das von der Europäischen Union als solches bezeichnet wurde und daher besonders schützenswert, weil es einen wertvollen, unersetzlichen Lebensraum für seltene Tier- und Pflanzenarten bildet.
Die Vegetation des Flachlandmoores ist artenreich. So findet man hier Sumpfwiesen und Streuwiesen mit Pfeifengras, magere Flachlandmähwiesen prägen das Bild des Weichser Moos. Es kann einen variantenreichen Baumbestand aufweisen und wie in Moorwäldern üblich viele Moor-Birken, Moor-Fichten und Moor-Kiefern (Spirke). Unter den niederen Sträuchern finden sich viele sog. Zwergsträucher, wie die Moorbeere, die Rosmarinheide, und ebenso der seltene, lorbeerblattähnliche Gagelstrauch, der früher auch als Zugabe in Bierbrauereien Verwendung fand (sog. Gagelbier). Von Ferne erblickt man eine ausgeprägt feuchte Hochstaudenflur mit Weiden- und Faulbaumgebüsch, das sich im Wind zur Seite neigt. Nicht zu übersehen die Großseggenrieden und -weiden, die üblicherweise in Mooren ideale Wachstumsbedingungen vorfinden.
Das Weichser Moos ist ein beliebter Nistplatz für Graugänse und Lerchen, die alle in stattlicher Anzahl als Bewohner dort ihre Heimat finden. Aber auch Rehe finden im Unterholz ihr Revier und ernähren sich von Gras, Trieben und Waldfrüchten. Unter Insekten sind noch der helle und dunkle Wiesenknopf-Ameisenbläuling, die eine Schmetterlingsart darstellt, ebenso viele Weißlinge und das Pfauenauge zu nennen. Am Boden ist die geschützte schmale Windelschnecke (lat. 'Pupillidae') auffindbar. 
Zu manchen Zeiten kreisen aber mitunter auch Kormorane über dem Weichser Moos, da sie als Fischer reiche Beute vorfinden. Sie werden aber vom Landesamt für Vogelschutz nicht eigens erwähnt, um sie vor Besuchern und Jägern zu schützen.

## Torfabbau
Der Boden des Weichser Mooses wurde ehemals von Torfstechern zur Verwendung als Brennmaterial abgebaut, daher sind noch Torfhütten vorhanden. Torf ist ein braun-schwarzes Gemenge aus abgestorbenen, zersetzten Pflanzen. Ein Niedermoor ist reich an Feuchtigkeit. Dieses verhindert die Zersetzung der organischen Substanzen wegen der dauerhaften Durchnässung, sodass dieser biologische Vorgang stark gehemmt wird. Die organischen Substanzen bestehen aus mehreren Lagen unterschiedlich zersetzten, oft feinsubstanzreichen, braun-schwarzen Torfschichten (= Humusform) über Mudde (Bezeichnung für schlammige Sedimente). Heute dient der Abbau von Torf eher als Substrat für Moorbäder sowie zur Herstellung von Gartenerden (z. B. als Torfmull). Dieser darf aber aus Naturschutzgründen hier nicht mehr wirtschaftlich genutzt werden, da er zur Entwässerung des Moores und damit zu seiner Zerstörung beiträgt.